# Hoàng Thiên Hóa

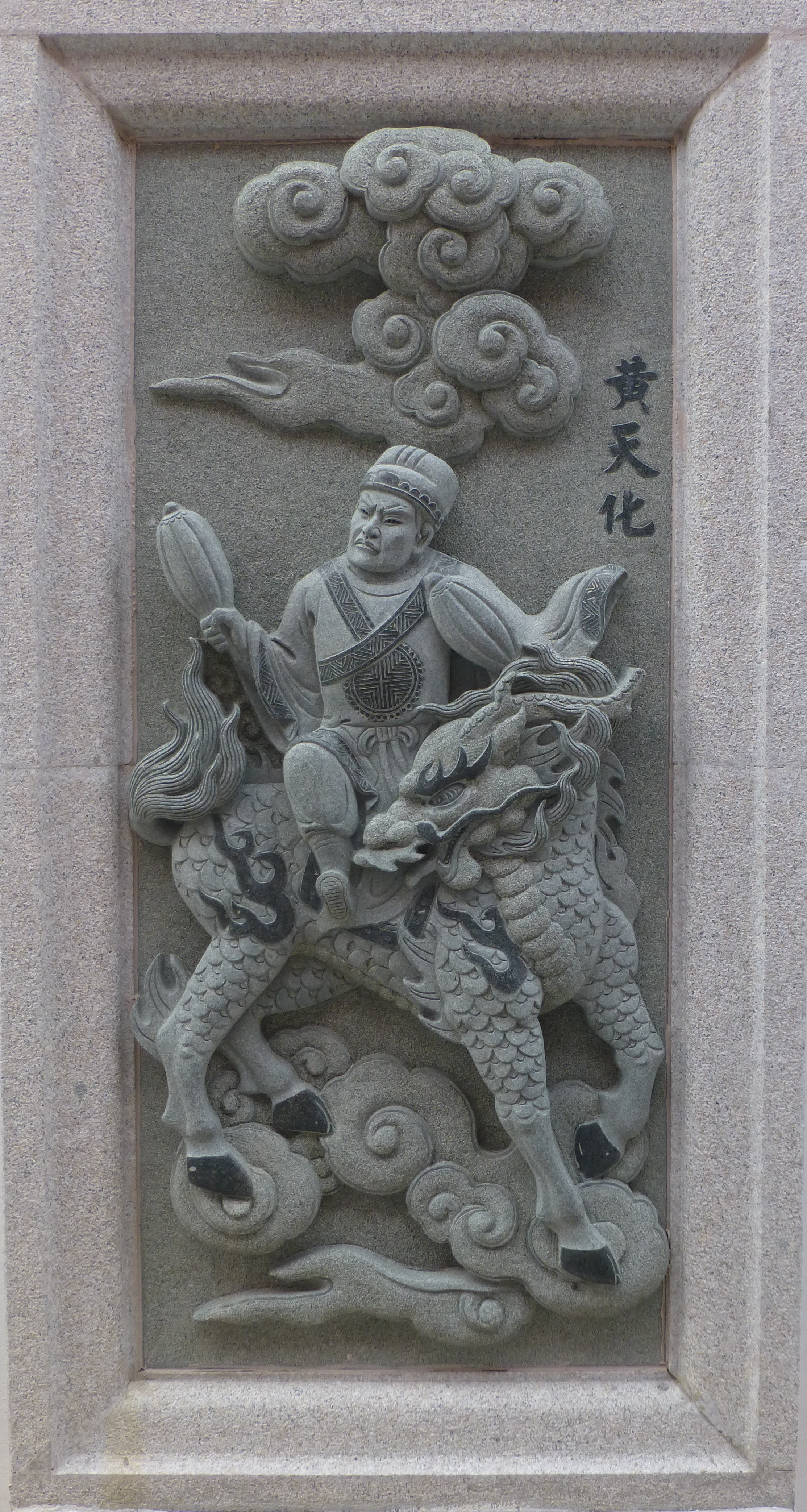
Hoàng Thiên Hóa

Hoàng Thiên Hóa ( giản thể: 黄天化; phồn thể: 黃天化; bính âm: Huáng Tiān Huà ) là một nhân vật hư cấu trong tiểu thuyết Phong Thần Diễn Nghĩa (封神演义) , là con trai trưởng của Võ Thành Vương Hoàng Phi Hổ. Ông là đệ tử của Thanh Hư Đạo Đức chân quân, một tiên nhân của phái Xiển Giáo (阐教), và là một tướng lĩnh của nhà Tây Chu, Ông cũng là một trong những tiên phong dưới trướng Khương Tử Nha (姜子牙), giúp đỡ nhà Chu trong trận chiến giữa nhà Chu và nhà Thương. Ông cũng là một trong những đệ tử của Ngọc Xứ Tam Đại Thần. Nhân vật của Hoàng Thiên Hóa trong truyền thuyết có nguồn gốc từ con trai của Bình Linh Công, hay còn gọi là Tam Sơn tránh thuận.

## Tiểu sử
Hoàng Thiên Hóa được Thanh Hư Đạo Đức chân quân đón nhận và nuôi dưỡng từ khi mới ba tuổi. Một lần, Hoàng Phi Hổ, cha của ông thấy yêu khí trong cung ( Đó là yêu khí của Hồ Ly Tinh đã nhập vào hình của Đắc Kỷ ), liền thả con Đại Bàng thần chuyên bắt cáo ra, vồ vào mặt Hồ Ly Tinh. Đắc Kỷ từ đó đem thù với Hoàng Phi Hổ, hoàng hậu nhân ngày hội xuân giả vờ kết nghĩa với Giả thị, vợ Hoàng Phi Hổ đồng thời là mẹ Hoàng Thiên Hóa. Đắc Kỷ tìm cách để Trụ Vương thấy được sắc đẹp của Giả thị, Giả Thị không bằng lòng với Trụ Vương, nhảy lầu tự tử, Hoàng Quý Phi là chị dâu của Giả thị hầu nữ báo tin, đến đánh Đắc Kỷ, bị Trụ Vương ném xuống đài. Hoàng Phi Hổ cùng với hai em ( là chú của Hoàng Thiên Hóa ) là Hoàng Phi Báo và Hoàng Phi Bưu, lại cùng những võ tướng là Hoàng Minh, Châu Kỷ, Long Hoàn, Ngô Khiêm và các con đưa quân đến đánh 5 ải, tìm đường về nhà Chu. Khi gia quyến của Phi Hổ đến ải thứ hai là ải Đồng Quancủa tướng Trần Đồng ( một người trước kia có thù với Hoàng Phi Hổ ), Hoàng Phi Hổ và Châu Kỷ bị Trần Đồng giết chết bằng vũ khí Hỏa Long Phiêu. Thanh Hư Đạo Nhân đang luyện phép thấy vậy, gọi Hoàng Thiên Hóa đến cứu cha, dặn là chỉ cứu cha xong sẽ phải trở lại. Hoàng Thiên Hóa tới cứu cha và cả Châu Kỷ, nghe tin mẹ mình đã nhảy lầu tự tử, ông sốc lên, ngất một hồi lâu. Khi tình dậy, gia đình Hoàng Phi Hổ một lần nữa đến khiêu chiến với Trần Đồng, Trần Đồng thấy Phi Hổ vẫn sống, lại tung Hỏa Long Phiêu nhằm Hoàng Phi Hổ, Hỏa Long Phiêu bị Hoàng Thiên Hóa hút vào giỏ mây, từ đó Hỏa Long Phiêu trở thành vũ khí của Bỉnh Linh Công. Hoàng Thiên Hóa cha mình rảnh tay, vung gươm Mật Tà lên giết chết Trần Đồng, ông từ biệt cha để trở về núi tu luyện.
Sau khi thành quả, ông nhận lệnh thầy xuống núi tham gia chiến đấu với Thương. Cùng lúc đó nhà Chu đang bị Ma Gia Tứ Tướng vây thành đã lâu, 4 tướng này phép thuật phi thường. Hoàng Thiên Hóa đến khiêu chiến một trận, thua chết, Thanh Hư đạo nhân mời Bạch Hạc Đồng Tử đến cứu, lại ban cho ông một con Ngọc Kỳ Lân làm thú cưỡi, lại lấy đôi song chùy làm vũ khí, bao gồm cả cái đinh thép ( dài bảy tấn ) có thể chọc xuyên được tà yêu. Cuối cùng, Hoàng Thiên Hóa một mình đánh được cả bốn tướng họ Ma, cứu được Chu.
Trong suốt thời gian ở Tây Chu, ông đã nhiều lần tham gia các trận chiến, lập nhiều công. Sau đó, trong trận tấn công Kim Kê Lãnh, khi đang cưỡi con Ngọc Kỳ Lân, ông bị Cao Kế Năng, tướng nhà Thương, dùng chiếc bao chứa đầy ngòi bọ đâm vào mắt. Vì bị đau, con ngựa đã hất Hoàng Thiên Hóa khỏi yên ngựa, khiến ông rơi xuống đất và bị Cao Kế Năng đâm một nhát vào sườn, ông chết sau đó. Hoàng Phi Hổ nghe con trai chết thì đau buồn tột độ, mới đi mời bốn vị tướng là Sùng Hắc Hổ, Văn Sinh, Thôi Anh và Tưởng Hùng đến trả thù, giết chết Cao Kế Năng.

## Phong thần
Cuối tiểu thuyết, Khương Tử Nha vâng lời Nguyên Thủy Thiên Tôn, Phong thần cho những vị tiên trên Đài Phong Thần, bao gồm cả Hoàng Thiên Hóa, ông được phong làm Bỉnh Linh Công, Tam Sơn tránh thuận, cai trị ba ngọn núi, đứng thứ 2 trong bảng Phong Thần chỉ sau Thanh Phước Thần là Bá Giám.

## Gia đình
Hoàng Thiên Hóa sinh bởi gia đình họ Hoàng, mẹ là họ Giả.
Quan hệ gia đình của Hoàng Thiên Hóa như sau:
Hoàng Phi Hổ ( cha )
Giả thị ( mẹ )
Hoàng Quý Phi ( cô )
Hoàng Phi Báo ( chú )
Hoàng Phi Bưu ( chú )
Hoàng Thiên Tường ( em )
Hoàng Thiên Tước ( em )
Hoàng Thiên Lộc ( em )
Hoàng Cổn ( Ông )